# Delta Trianguli
Désignations
Delta Trianguli (δ Tri / δ Trianguli) est une étoile binaire spectroscopique située à ∼ 35,9 a.l. (∼ 11 pc) de la Terre dans la constellation du Triangle. Ce système fait partie du groupe mouvant de Zeta Herculis.
La première composante est une naine jaune et de type spectral G0,5. Cette étoile est très similaire au Soleil, sa taille est de 98 % celle de notre étoile et sa luminosité est de 10 % supérieure à la luminosité solaire. La deuxième composante est une naine orange de type spectral K4 V.